# Historia jednego fraka
Historia jednego fraka (ang. Tales of Manhattan) – amerykańska tragikomedia z 1942 roku. Film składa się z czterech opowieści, które łączy pewien frak. Piąta nie trafiła do filmu.

## Główne role
- Charles Boyer – Paul Orman
- Rita Hayworth – Ethel Halloway
- Ginger Rogers – Diane
- Henry Fonda – George
- Charles Laughton – Charles Smith
- Edward G. Robinson – Avery L. Larry Browne
- Paul Robeson – Luke
- Ethel Waters – Esther
- Eddie 'Rochester' Anderson – Wielebny Lazarus
- Thomas Mitchell – John Halloway
- Eugene Pallette – Luther
- Cesar Romero – Harry Wilson
- Gail Patrick – Ellen, przyjaciel Diane
- Roland Young – Edgar
- Marion Martin – „Wiewiórka”
- Elsa Lanchester – Elsa Smith
- Victor Francen – Arturo Bellini, dyrygent
- George Sanders – Williams
- James Gleason – Joe
- Harry Davenport – Profesor Lyons
- George Reed – Christopher

## Fabuła
Film zaczyna się w momencie, kiedy aktor Paul Orman dowiaduje się, że jego frak jest przeklęty i każdą osobę, która będzie go nosić, dotknie nieszczęście. Orman odnosi wielkie sukcesy, ale podczas jednego z występów zostaje zastrzelony.
W ten sposób frak trafia do Harry’ego Wilsona. Jego dziewczyna Diane jest po uszy w nim zakochana. W jego kurtce znajduje romantyczny list. Prosi swojego drużbę, by mu pomógł. Wskutek nieprzewidzianych okoliczności Diane rzuca Harry’ego dla jego druźby - George’a.
Tak frak trafia do George’a Smitha - biednego, ale utalentowanego muzyka, który dostaje szansę na zdobycie sławy. Kiedy zdobywa frak jego życie jest w wielkim niebezpieczeństwie. Ale mimo tego odnosi sukces.
Avery Browne jest nałogowym pijakiem. Nagle decyduje się wypożyczyć frak z okazji 25-lecia uczelni. Jego adwokat stara się przekonać jego szkolnych kolegów, że dzięki temu odniosą sukces, ale Avery ostatecznie przyznaje się do nałogu. Dzięki temu dostaje przyzwoitą pracę.
Grupa złodziei dokonuje napadu. Wcześniej jeden z nich kradnie frak ze sklepu. Podczas ucieczki samolotem, gubią frak i łup. Biedna para Afroamerykanów Luke i Esther mieszkająca w slumsach znajduje frak wraz z 50 tys. dolarów. Zgłaszają się z nimi do wielebnego, któremu dają „pieniądze z nieba” ludziom, którzy kupią to, o co się modlili. Po rozdaniu pieniędzy wielebny pyta samotnego Christophera, o co prosi. Ten mówi o strachu na wróble. Bierze praktycznie zniszczony frak i robi z niego stracha na wróble.